# BYD e2
BYD e2 — електромобіль у кузові компактний хетчбек, створений Китайською компанією BYD Auto в 2019 році з повністю електричним двигуном і запасом ходу до 405 км.

## Огляд
Електромобіль BYD e2 був представлений у 2019 році на Шанхайському автосалоні, який проходив у квітні 2019 року. У базовій комплектації BYD e2 обладнується економним двигуном власної розробки компанії BYD-1814-TZ-XS-A. Синхронний мотор із постійним магнітом із максимальною потужністю 70 кВт, максимальним крутним моментом 180 Н·м, який у парі з батареєю ємністю 47 кВт·год здатен забезпечити 400 км запасу ходу по циклу NEDC.

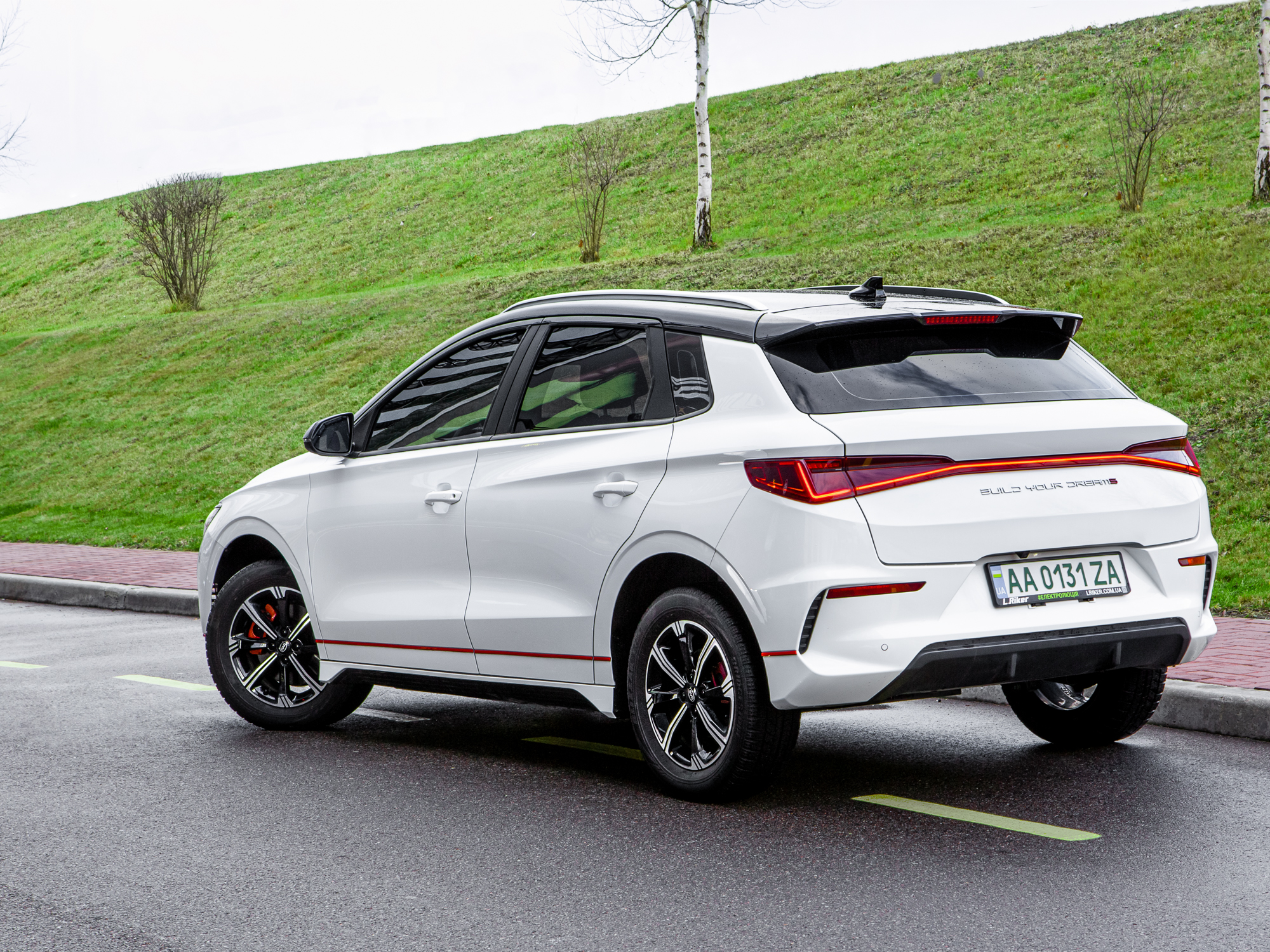
BYD E2
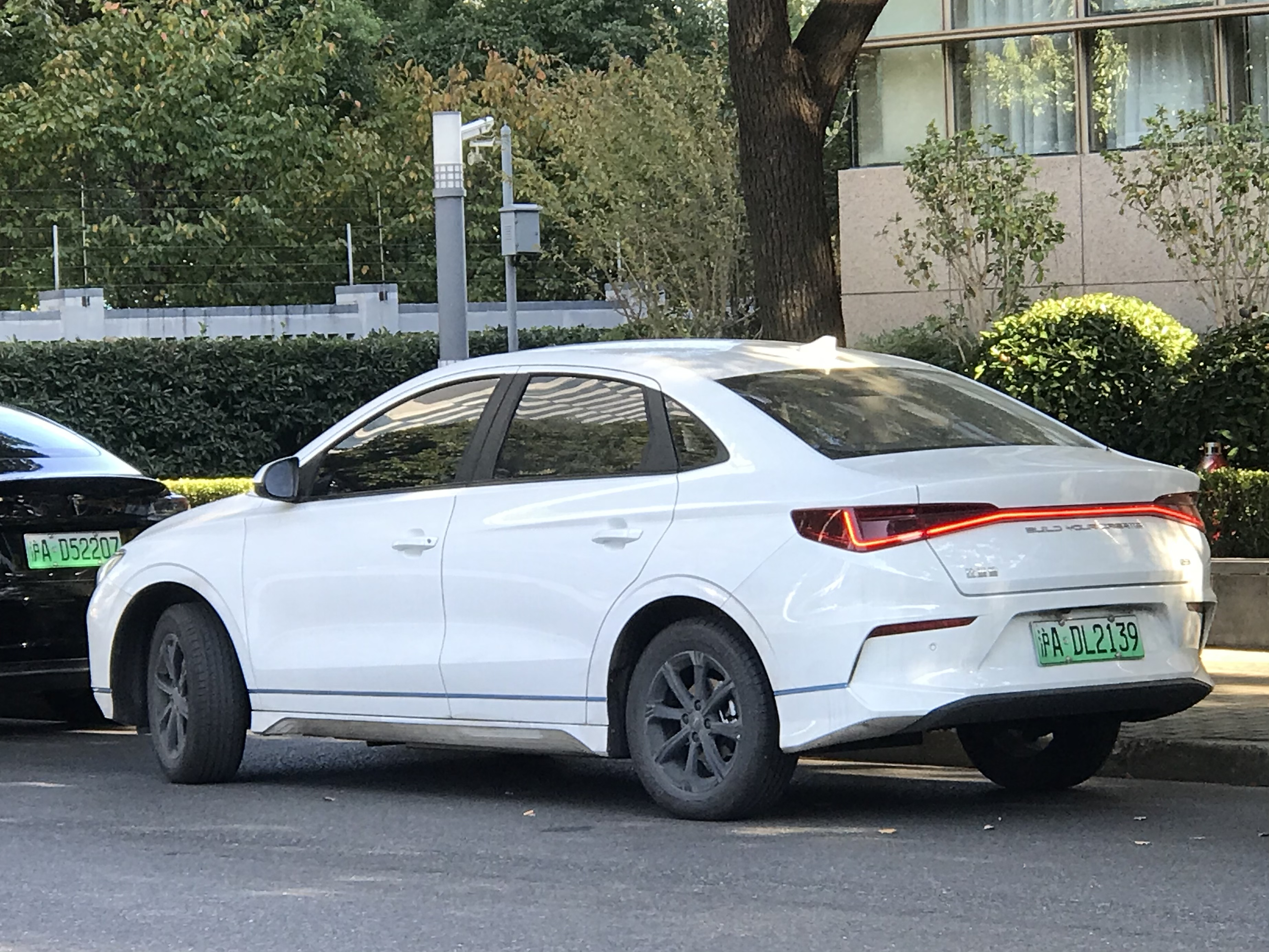
BYD E3

### Рестайлінг 2023
У 2023 році компанія BYD представила рестайлінгову версію свого електромобіля BYD E2. Ця оновлена модель пропонує ряд значних змін, включаючи оновлений дизайн екстер'єру, поліпшені функціональність та нові функції, а також використання передових технологій.
Однією з найважливіших нововведень в BYD E2 рестайлінгу 2023 року є впровадження технології "blade battery", яка вперше була представлена в більшому електромобілі BYD Han. Ця технологія забезпечує вищу безпеку та ефективність батареї шляхом використання розташованих вертикально літій-ферофосфатних акумуляторів. Blade battery відрізняється високою стійкістю до температурних змін, а також зменшує ризик загоряння або вибуху батареї, забезпечуючи більшу безпеку для пасажирів та експлуатаційний комфорт.
У рестайлінговій версії BYD E2 також присутні зміни в дизайні екстер'єру. Автомобіль отримав оновлену передню частину з новими фарами LED. Задні частини також зазнали змін з новими задніми фарами, що додають автомобілю спортивний акцент.
Усередині рестайлінгової версії BYD E2 з'явилися оновлення і покращення. Кабіна отримала оновлений дизайн інтер'єру з використанням якісних матеріалів. Додаткові функції і технології, такі як покращена система інфотейменту, розширені можливості підключення і вдосконалена система безпеки, роблять BYD E2 рестайлінгу 2023 року ще більш привабливим варіантом для покупців.
Загалом, BYD E2 рестайлінгу 2023 року пропонує оновлений дизайн екстер'єру, поліпшену безпеку з використанням blade battery та покращений інтер'єр з новими функціями та технологіями.

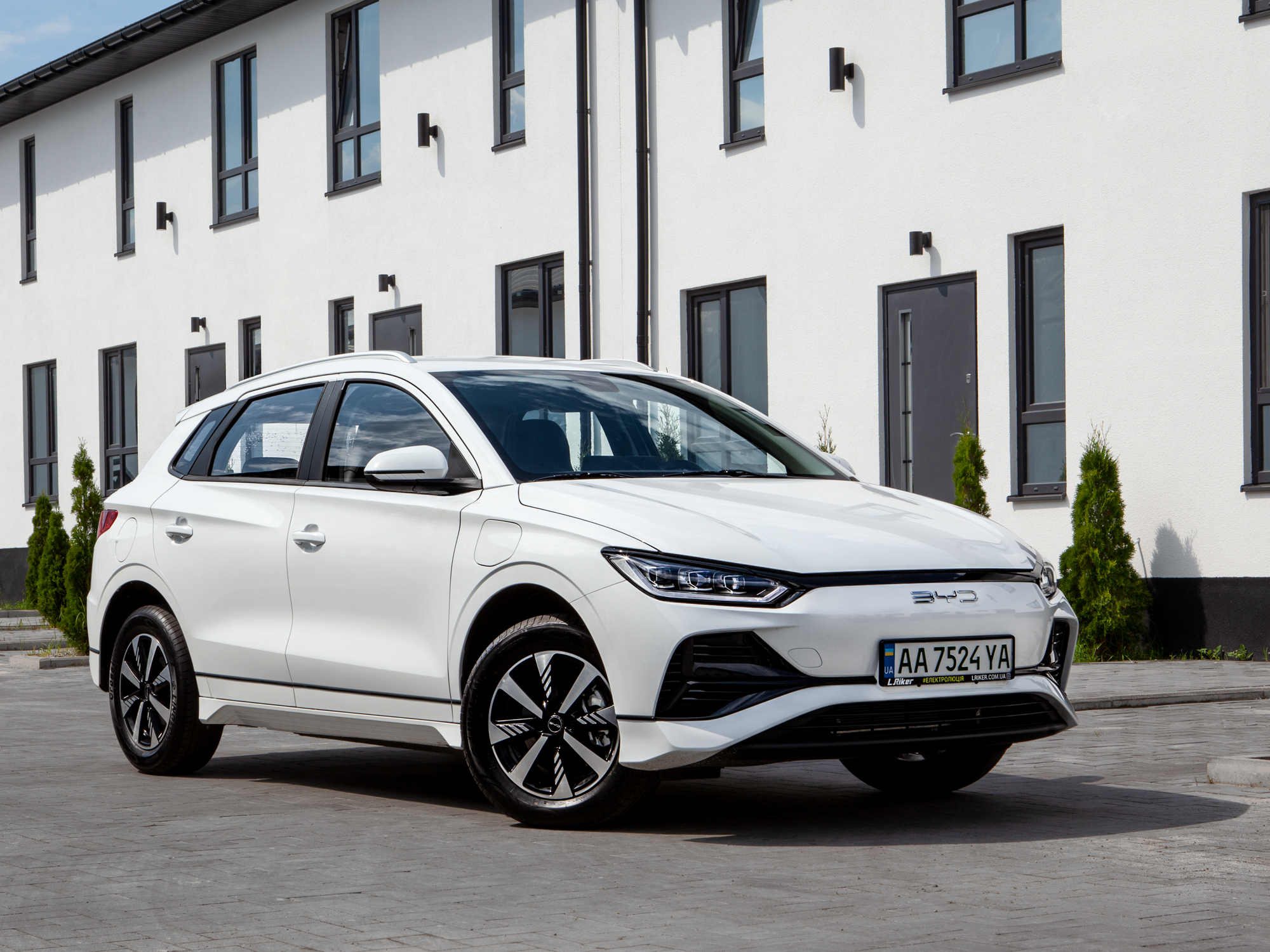
BYD E2 2023 вигляд спереду
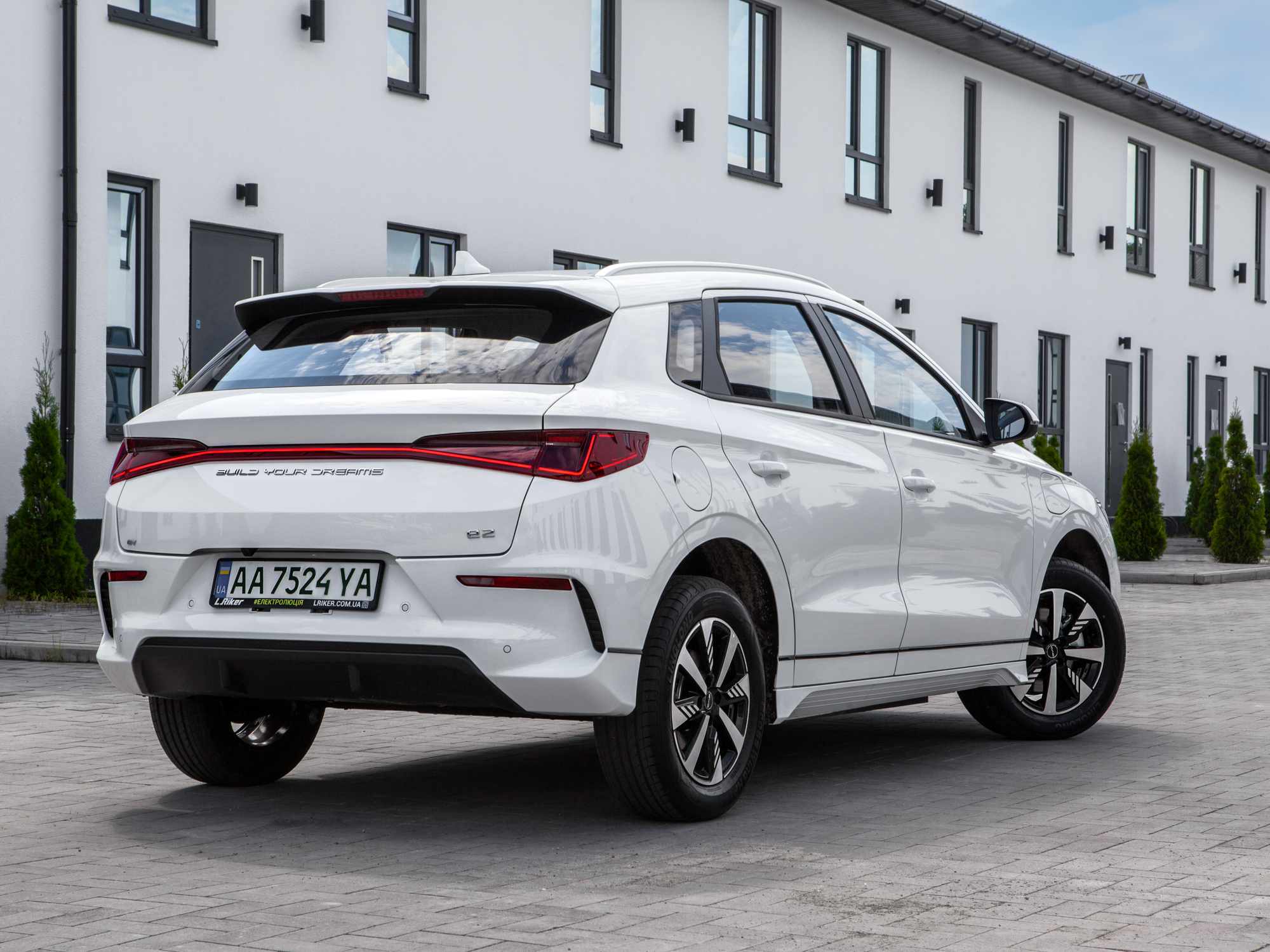
BYD E2 2023 вигляд ззаду